# Erdélyi János (geokémikus)
Erdélyi János Dezső (1912-ig Czverdely János; Balassagyarmat, 1905. december 29. – Budapest, 1976. december 27.) magyar mineralógus, muzeológus, egyetemi magántanár (1943), a földrajztudományok kandidátusa (1953).

## Életpályája
Szülei Cverdely Mihály és Erdélyi Mária Irma voltak.
1923-ban érettségizett Székesfehérváron. A budapesti tudományegyetemen kémia-fizika szakán diplomázott és doktorált 1928-ban.
1930-ban a Magyar Királyi Növényvédelmi Kutatóintézet díjtalan gyakornoka volt. 1930–1933 között, valamint 1934–1935 között a Műegyetem szerves kémiai tanszék kisegítő tanársegéde, 1935–1937 között tanársegéde volt. 1933–1934 között a Vas utcai Pajor-féle gyógyintézet orvosi laborjában dolgozott. 1934-ben került a Növényvédelmi Intézet Országos Kémiai Intézetének Biokémiai osztályára. 1937–1940 között a Magyar Nemzeti Múzeum Ásvány- és Őslénytár, majd Ásvány- és Kőzettár próbaszolgálatos majd az Állástalan Diplomások Országos Bizottsága (ÁDOB) gyakornoka volt.
1940–1941 között a Magyar Nemzeti Múzeum segédőre, 1942–1944 között I. osztályú segédőre, 1944–1948 között múzeumi őre, 1948–1950 között I. osztályú őre volt. 1943-ban Szegeden a kristálytan tárgykörében egyetemi magántanárrá habilitálták. 1943–1949 között a Szegedi Tudományegyetem egyetemi magántanára volt.
1950–1955 között önálló muzeológus volt. 1953-ban kandidátusi fokozatot szerzett. 1955–1957 között önálló tudományos kutató volt. 1957–1971 között a Magyar Állami Földtani Intézet muzeológusa volt. 1971-ben nyugdíjba vonult.

### Munkássága
Több laboratóriumban dolgozott. A kristálymorfológiai és kristályoptikai vizsgálatok, valamint a kristálygeometriai számítások kiemelkedő művelője volt. Teljes képben felvázolta a nadapi andezit- kontaktus mintegy 20 ásványból álló paragenezisét (1940), továbbá leírta a hidroamezitet (1959), a hidroantigoritot, a lizarditot és a hidrohalloysitet (1959). Tanulmányozta a Balaton-felvidéki bazaltok zeolitjainak képződését, s több erdélyi ásványlelőhelyet is feltárt. Tagja volt a Magyar Tudományos Akadémia Geokémiai Bizottságának és a Magyarhoni Földtani Társaságnak is. 1954-es könyve akadémiai jutalomban részesült.

## Művei
- Kristályszerkesztés és kristályszámítás (Tokody László függelékével, Budapest, 1954)

## Díjai
- Rauer-díj (1931)
- MTA jutalom (1954)
- Vendl Mária-emlékérem (1969)[6]